# NGC 4401
NGC 4401 је део галаксије (на пример сјајан HII регион) у сазвежђу Ловачки пси која се налази на NGC листи објеката дубоког неба.
Деклинација објекта је + 33° 31' 38" а ректасцензија 12h 25m 57,9s. Привидна величина (магнитуда) објекта NGC 4401 износи 12,4. NGC 4401 је још познат и под ознакама MCG 6-27-53, CGCG 187-42, HII in N 4395.